# Doble
Doble (deutscher Name Döbel) ist ein Dorf in der polnischen Woiwodschaft Westpommern. Es gehört zur Gemeinde Tychowo (Groß Tychow) im Kreis Białogard (Belgard).

## Geografische Lage
Doble liegt zehn Kilometer südlich von Tychowo an einer Nebenstraße, die über Białowąs (Balfanz) nach Barwice (Bärwalde) im Kreis Szczecinek (Neustettin) führt. Die kleine Ortschaft liegt zu beiden Seiten der Parsęta (Persante) in einer malerischen Landschaft am Südrand der Pommerschen Schweiz. Die nächste Bahnstation ist Tychowo an der Strecke Kołobrzeg (Kolberg)–Białogard–Szczecinek–Piła (Schneidemühl)–Poznań (Posen).

## Ortsname
Der deutsche Name ist eine Ableitung von dem gleichnamigen Fisch „Döbel“ aus der Familie der Karpfenfische. Ihn hat man hier in der Persante vor langer Zeit in Unmengen gefangen.

## Ortsgeschichte
Das Gut Döbel ist von alters her ein Kleistsches Lehen gewesen. 1731 wurde Rittmeister Dubislaw B. von Kleist Alleinbesitzer. Nach seinem Tod im Jahre 1742 fiel es mit dem benachbarten Muttrin (heute polnisch: Motarzyn) an seinen Sohn Ewald Friedrich. Beide Güter wurden durch russische Truppen im Siebenjährigen Krieg verwüstet. 1775 wurden sie der Landrätin von Woldeck zuerkannt. Es folgten zahlreiche unterschiedliche Besitzer. Letzter Eigentümer auf Döbel vor 1945 war Gutsherr Milbradt.
Diese 480 Hektar umfassende Gut, zwölf Bauernhöfe, die mitten im Dorf liegende Schule sowie das gutsherrliche Mühlen- und Sägewerk prägten das Bild der 692,9 Hektar großen Gemeinde Döbel. Im Jahre 1939 lebten hier 212 Menschen in 50 Haushalten, 167 Einwohner waren in der Land- und Forstwirtschaft tätig. Letzter Gemeindebürgermeister vor Kriegsende war Hermann Hahn. Polizeilich gehörte Döbel zu Groß Tychow (Tychowo). Zuständig war das Amtsgericht in Belgard.
Mit den Gemeinden Kieckow (polnisch: Kikowo), Muttrin (Motarzyn) und Zadtkow (Sadkowo) gehörte Döbel zum Amtsbezirk Zadtkow im Landkreis Belgard (Persante). Letzter Amtsvorsteher war Friedrich Wilhelm Fink. Die standesamtlichen Belange regelte das Standesamt in MotarzynMuttrin. Hier waren Walter Thurow und Reinhard Treptow zuletzt im Amt.
Nach der Besetzung durch russische Truppen Anfang März 1945 kam das Dorf in polnische Hand. Die deutsche Bevölkerung wurde vertrieben. Aus Döbel wurde Doble und ein Ortsteil der Gmina Tychowo im Powiat Białogardzki.

## Kirche
Döbel hatte kein eigenes Gotteshaus. Kirchort war das zwei Kilometer entfernte Muttrin (Motarzyn), in dessen Kirchspiel Döbel eingepfarrt war. Es lag im Kirchenkreis Belgard der Kirchenprovinz Pommern der evangelischen Kirche der Altpreußischen Union. Kirchenpatron wat zuletzt Gutsherr Milbradt, letzter deutscher Geistlicher war Pfarrer Herbert Venske.
Heute liegt Doble im Kirchspiel Koszalin (Köslin) in der Diözese Pommern-Großpolen der polnischen Evangelisch-Augsburgischen Kirche.

## Schule
Das dorfeigene Schulhaus lag mitten im Ort. In der einklassigen Volksschule unterrichtete im Jahre 1928 Lehrer Berthold Kusserow 18 Jungen und 15 Mädchen. Er blieb als Schulleiter bis 1942 im Amt.